# Gonneville-sur-Mer
Gonneville-sur-Mer  est une commune française, située dans le département du Calvados en région Normandie, peuplée de 652 habitants.

## Géographie
Situé au nord-ouest du pays d'Auge, le territoire de la commune de Gonneville-sur-Mer est très vallonné avec des altitudes pouvant atteindre 150 mètres. De nombreuses sources donnent naissance à des cours d'eau qui traversent le territoire communal dont la plupart se jettent dans le Drochon. La caractéristique principale de la commune est de présenter des contrastes saisissants entre mer et campagne avec une bordure littorale de 2 km environ au niveau du site archéologique protégé des falaises des Vaches Noires et des paysages de bocage normand à quelques centaines de mètres du bord de mer.
| Houlgate      | Mer de la Manche  | Auberville Villers-sur-Mer |
| Dives-sur-Mer | Gonnevile-sur-Mer | Saint-Vaast-en-Auge        |
| Grangues      | Douville-en-Auge  |                            |

### Hydrographie
La commune est située dans le bassin Seine-Normandie. Elle est drainée par le Drochon, le fossé 01 de la Butte au Vilain, le cours d'eau 04 de la Forge, le fossé 02 de la commune de Gonneville-sur-Mer et le cours d'eau 04 de la commune de Gonneville-sur-Mer,,.

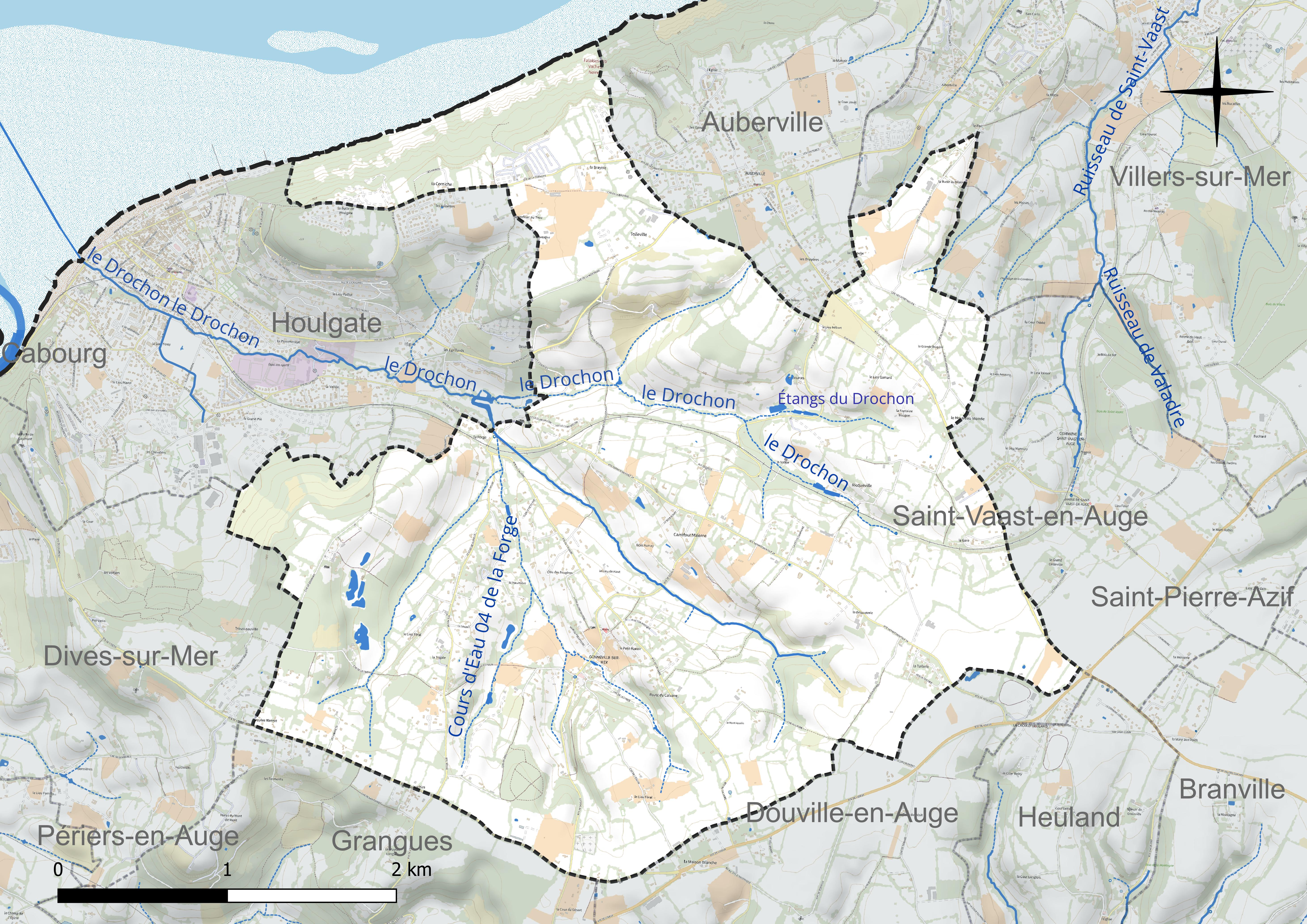
Réseau hydrographique de Gonneville-sur-Mer.

Un plan d'eau complète le réseau hydrographique : les étangs du Drochon (0,4 ha),.

### Climat
Pour des articles plus généraux, voir Climat de la Normandie et Climat du Calvados.
En 2010, le climat de la commune est de type climat océanique franc, selon une étude du CNRS s'appuyant sur une série de données couvrant la période 1971-2000. En 2020, Météo-France publie une typologie des climats de la France métropolitaine dans laquelle la commune est exposée à un climat océanique et est dans une zone de transition entre les régions climatiques « Côtes de la Manche orientale » et « Normandie (Cotentin, Orne) ». Parallèlement le GIEC normand, un groupe régional d'experts sur le climat, différencie quant à lui, dans une étude de 2020, trois grands types de climats pour la région Normandie, nuancés à une échelle plus fine par les facteurs géographiques locaux. La commune est, selon ce zonage, exposée à un « climat des plateaux abrités », correspondant à la plaine agricole de Caen à Falaise, sous le vent des collines de Normandie et proche de la mer, se caractérisant par une pluviométrie et des contraintes thermiques modérées.
Pour la période 1971-2000, la température annuelle moyenne est de 10,3 °C, avec  une amplitude thermique annuelle de 12,5 °C. Le cumul annuel moyen de précipitations est de 836 mm, avec 12,5 jours de précipitations en janvier et 8,2 jours en juillet. Pour la période 1991-2020, la température moyenne annuelle observée sur la station météorologique la plus proche, située sur la commune de Deauville à 12 km à vol d'oiseau, est de 0,0 °C et le cumul annuel moyen de précipitations est de 0,0 mm. Pour l'avenir, les paramètres climatiques de la commune estimés pour 2050 selon différents scénarios d'émission de gaz à effet de serre sont consultables sur un site dédié publié par Météo-France en novembre 2022.

## Urbanisme

### Typologie
Au 1er janvier 2024, Gonneville-sur-Mer est catégorisée commune rurale à habitat dispersé, selon la nouvelle grille communale de densité à 7 niveaux définie par l'Insee en 2022.
Elle appartient à l'unité urbaine de Dives-sur-Mer, une agglomération intra-départementale dont elle est une commune de la banlieue,. Par ailleurs la commune fait partie de l'aire d'attraction de Dives-sur-Mer, dont elle est une commune de la couronne,. Cette aire, qui regroupe 12 communes, est catégorisée dans les aires de moins de 50 000 habitants,.
La commune, bordée par la baie de Seine, est également une commune littorale au sens de la loi du 3 janvier 1986, dite loi littoral. Des dispositions spécifiques d'urbanisme s'y appliquent dès lors afin de préserver les espaces naturels, les sites, les paysages et l'équilibre écologique du littoral, tel le principe d'inconstructibilité, en dehors des espaces urbanisés, sur la bande littorale des 100 mètres, ou plus si le plan local d'urbanisme le prévoit.

### Occupation des sols
L'occupation des sols de la commune, telle qu'elle ressort de la base de données européenne d'occupation biophysique des sols Corine Land Cover (CLC), est marquée par l'importance des territoires agricoles (79 % en 2018), en diminution par rapport à 1990 (94,9 %). La répartition détaillée en 2018 est la suivante : 
prairies (67,7 %), zones urbanisées (11,9 %), zones agricoles hétérogènes (7,4 %), espaces verts artificialisés, non agricoles (4,8 %), terres arables (3,9 %), forêts (2,5 %), espaces ouverts, sans ou avec peu de végétation (1,7 %). L'évolution de l'occupation des sols de la commune et de ses infrastructures peut être observée sur les différentes représentations cartographiques du territoire : la carte de Cassini (XVIIIe siècle), la carte d'état-major (1820-1866) et les cartes ou photos aériennes de l'IGN pour la période actuelle (1950 à aujourd'hui).

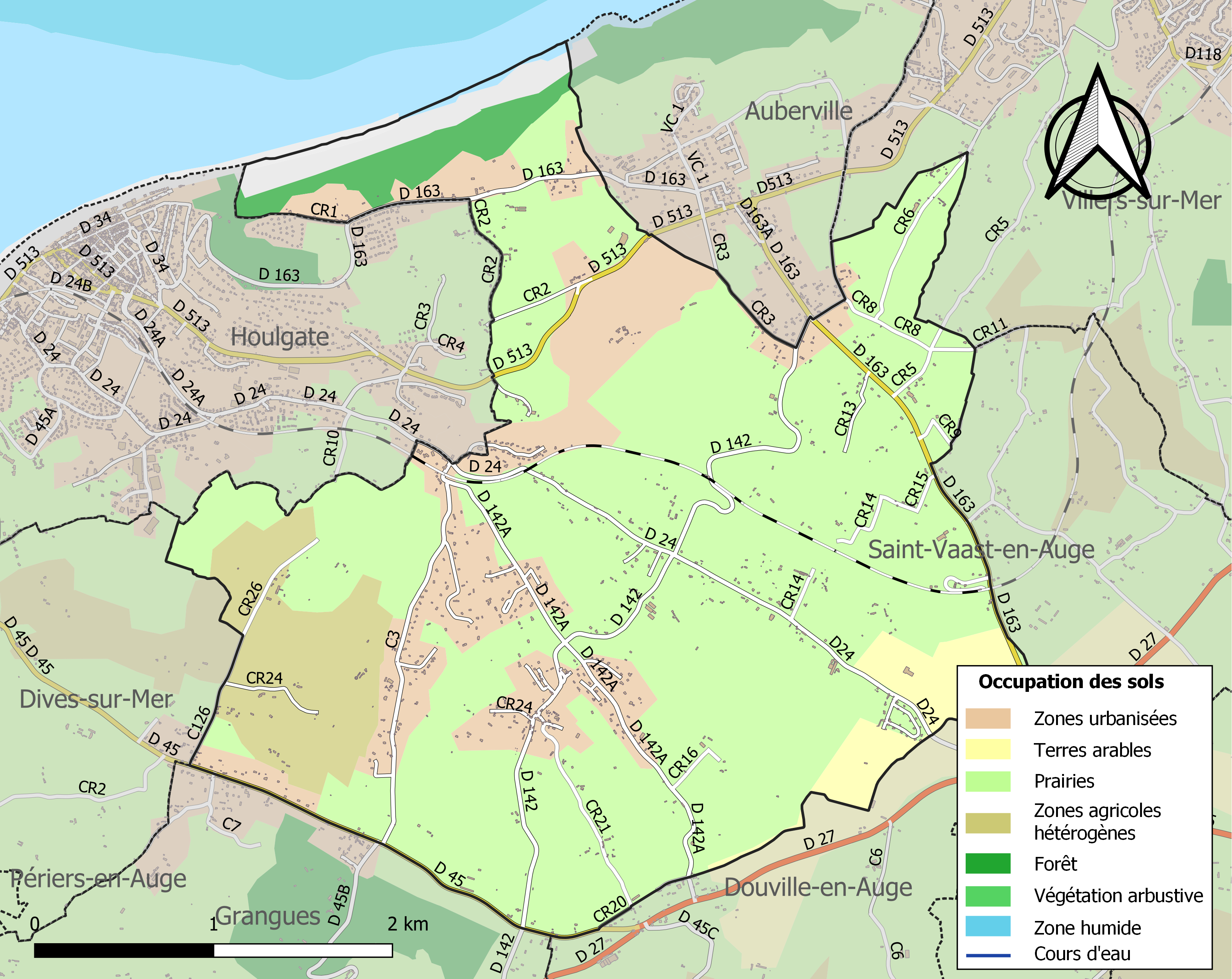
Carte des infrastructures et de l'occupation des sols de la commune en 2018 (CLC).

## Toponymie
La commune est appelée Gonnolvilla (1082), Gunnolvilla (1135), Gonnouvilla (1198), Gonnevilla (XIVe siècle).
Le nom de la localité est attesté sous la forme Gonneville-sur-Mer vers 1350. La commune s'appelle ensuite Gonneville-sur-Dives jusqu'en 1927. Le 9 février 1927, le conseil municipal obtient le changement de nom en Gonneville-sur-Mer.
Le nom de la commune vient du patronyme scandinave Gunnulf (loup combattant) auquel est accolé le nom latin villa (domaine). Le toponyme fait référence à un guerrier viking qui a sévi dans le pays d'Auge du temps de Rollon.

## Histoire
Le 26 octobre 2010, le tribunal administratif de Caen, saisi par le préfet du Calvados, a imposé d'enlever le portrait de Philippe Pétain exposé dans la salle du conseil municipal de la commune. Une plainte avait été déposée auprès de la HALDE par un invité à un mariage début 2010.

## Politique et administration
| Période                                  | Période   | Identité            | Étiquette | Qualité                                                                  |
| ---------------------------------------- | --------- | ------------------- | --------- | ------------------------------------------------------------------------ |
| ?                                        | mars 2001 | Savine Marie-Millet |           |                                                                          |
| mars 2001                                | mars 2008 | Pierre Benoit       |           | Ingénieur                                                                |
| mars 2008                                | En cours  | Bernard Hoyé        | SE        | Avocat, président de la communauté de communes de l'Estuaire de la Dives |
| Les données manquantes sont à compléter. |           |                     |           |                                                                          |

Le nombre d'habitants, au dernier recensement, étant compris entre 500 et 1499, le nombre de membres du conseil municipal est de 15.

## Démographie
L'évolution du nombre d'habitants est connue à travers les recensements de la population effectués dans la commune depuis 1793. Pour les communes de moins de 10 000 habitants, une enquête de recensement portant sur toute la population est réalisée tous les cinq ans, les populations de référence des années intermédiaires étant quant à elles estimées par interpolation ou extrapolation. Pour la commune, le premier recensement exhaustif entrant dans le cadre du nouveau dispositif a été réalisé en 2006.
En 2022, la commune comptait 652 habitants, en évolution de −3,55 % par rapport à 2016 (Calvados : +1,58 %, France hors Mayotte : +2,11 %).
| 1793 | 1800 | 1806 | 1821 | 1831 | 1836 | 1841 | 1846 | 1851 |
| ---- | ---- | ---- | ---- | ---- | ---- | ---- | ---- | ---- |
| 575  | 581  | 548  | 560  | 581  | 630  | 601  | 608  | 582  |

| 1856 | 1861 | 1866 | 1872 | 1876 | 1881 | 1886 | 1891 | 1896 |
| ---- | ---- | ---- | ---- | ---- | ---- | ---- | ---- | ---- |
| 543  | 545  | 561  | 531  | 541  | 615  | 582  | 525  | 516  |

| 1901 | 1906 | 1911 | 1921 | 1926 | 1931 | 1936 | 1946 | 1954 |
| ---- | ---- | ---- | ---- | ---- | ---- | ---- | ---- | ---- |
| 523  | 525  | 505  | 484  | 510  | 519  | 471  | 414  | 451  |

| 1962 | 1968 | 1975 | 1982 | 1990 | 1999 | 2006 | 2011 | 2016 |
| ---- | ---- | ---- | ---- | ---- | ---- | ---- | ---- | ---- |
| 437  | 462  | 331  | 399  | 504  | 564  | 581  | 662  | 676  |

| 2021 | 2022 | - | - | - | - | - | - | - |
| ---- | ---- | - | - | - | - | - | - | - |
| 661  | 652  | - | - | - | - | - | - | - |

## Lieux et monuments
- Le manoir d'Angerville du XVIIe ayant appartenu à la famille de Charlotte Corday, a été construit par le comte d'Angerville, il fait l'objet d'une inscription au titre des monuments historiques[33].
- L'église Notre-Dame-de-l'Assomption du XIIe qui contient de nombreuses pièces de son mobilier classées aux Monuments historiques[34]. La seconde patronne est Sainte-Honorine.
  - Extérieur :
    - chapelle nord, appelée chapelle seigneuriale (XVIe siècle) ;
    - porte gothique (XIIIe siècle) ;
    - grande croix de cimetière (1815) ;
    - façade sud, corniche en dents de scie et modillons du chœur (XIIIe siècle).

  - Intérieur :
    - fenêtres romanes (XIIe siècle), aujourd'hui obturées ;
    - vitrail, au-dessus de la porte principale, reproduisant les armes du seigneur d'Angerville ;
    - vitrail des Anciens Combattants de la Première Guerre mondiale[35].

- Le château de Dramard. En haut du Chemin des Rouges-Terres et à 1 km du centre de Houlgate se trouve le château de Dramard, une bâtisse du XVIIe siècle, construite en pierre avec un large corps central flanqué de deux ailes. Le château a été construit sur le site d'un château plus ancien, appelé le Priauré de Mennetot. En 1616, le château fut acheté par Pierre de Dramard, conseiller du Roi, qui devint sieur de Gonneville, Beuzeval et Mennetot. En 1772, Pierre Louis Bonnet, seigneur de Meautry, maria demoiselle Gabrielle de Dramard. Pierre devint le maire de Caen en 1791 et en 1792, fut élu député du Calvados sous la Révolution française. Le château est en bon état et est maintenant un hôtel.
- La fontaine Sainte-Honorine

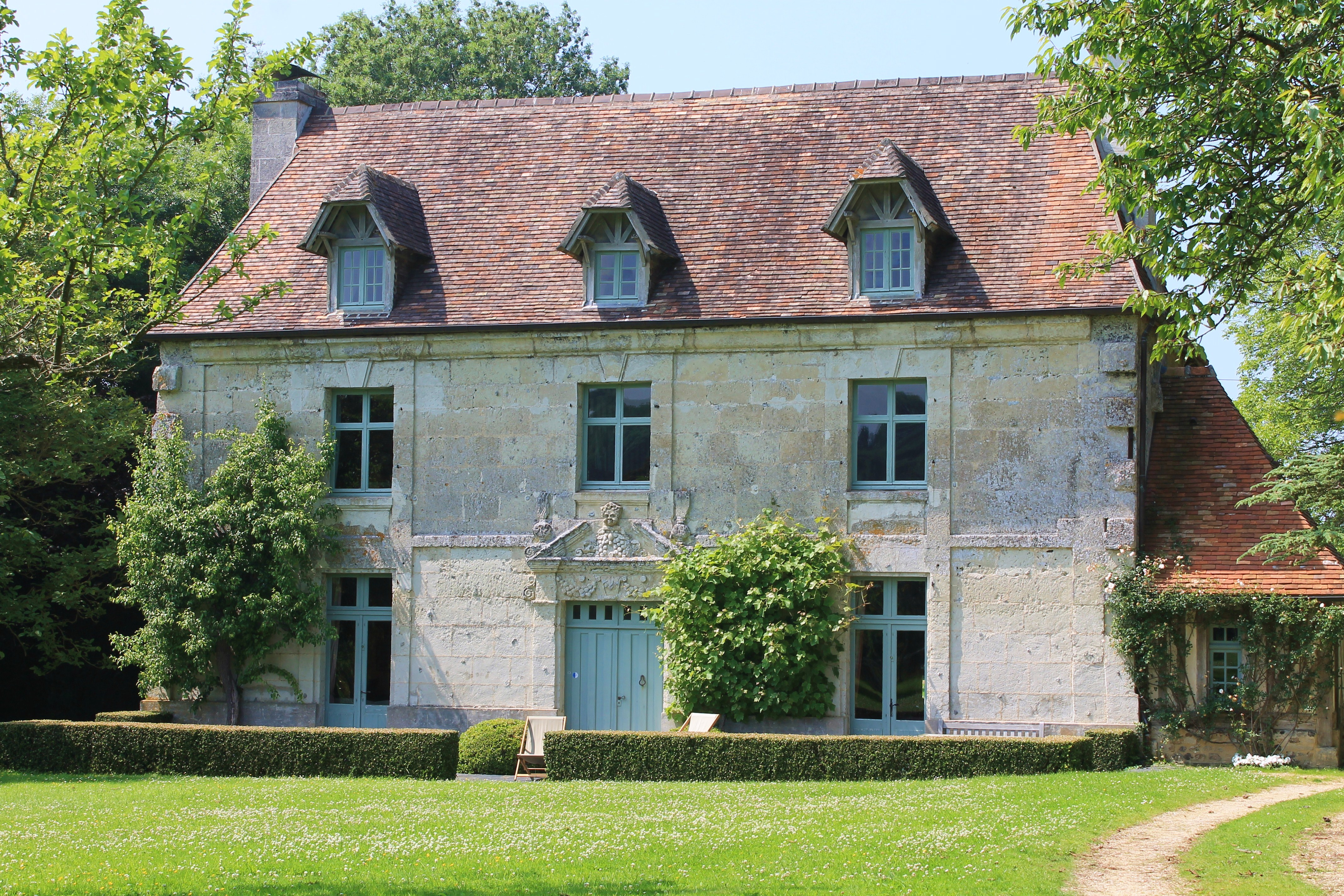
Le manoir d'Angerville.
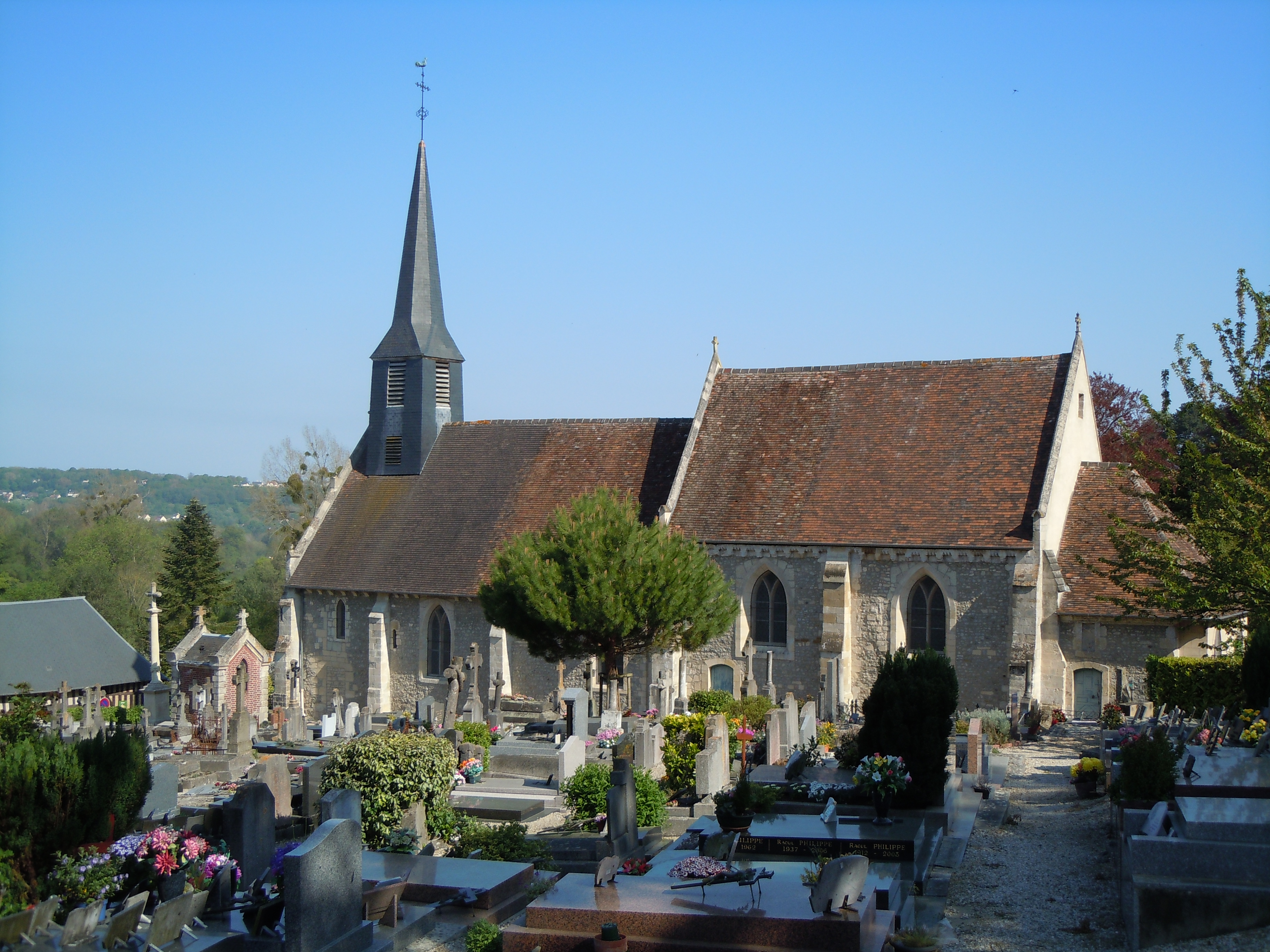
L'église Notre-Dame de l'Assomption.
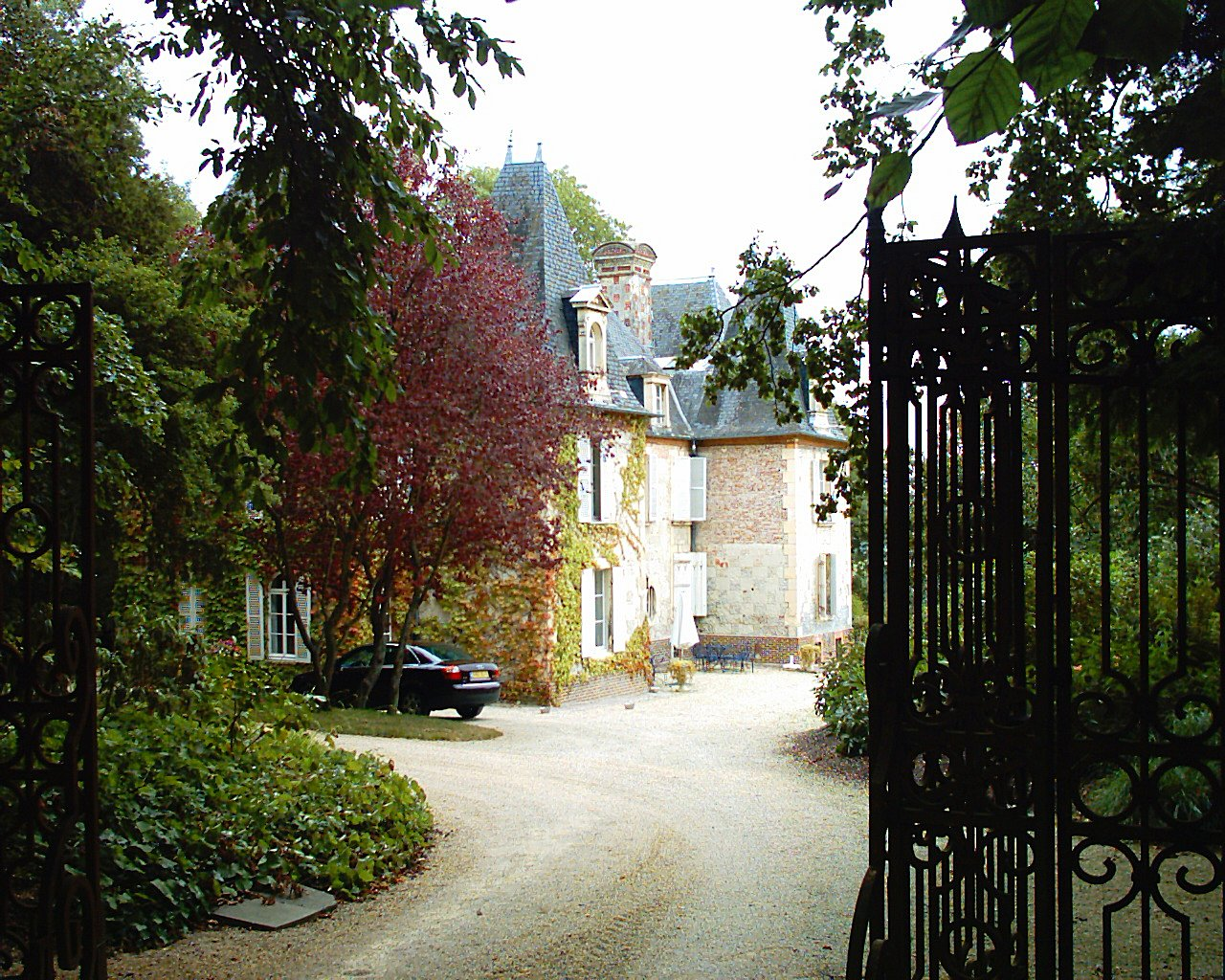
Le château de Dramard.
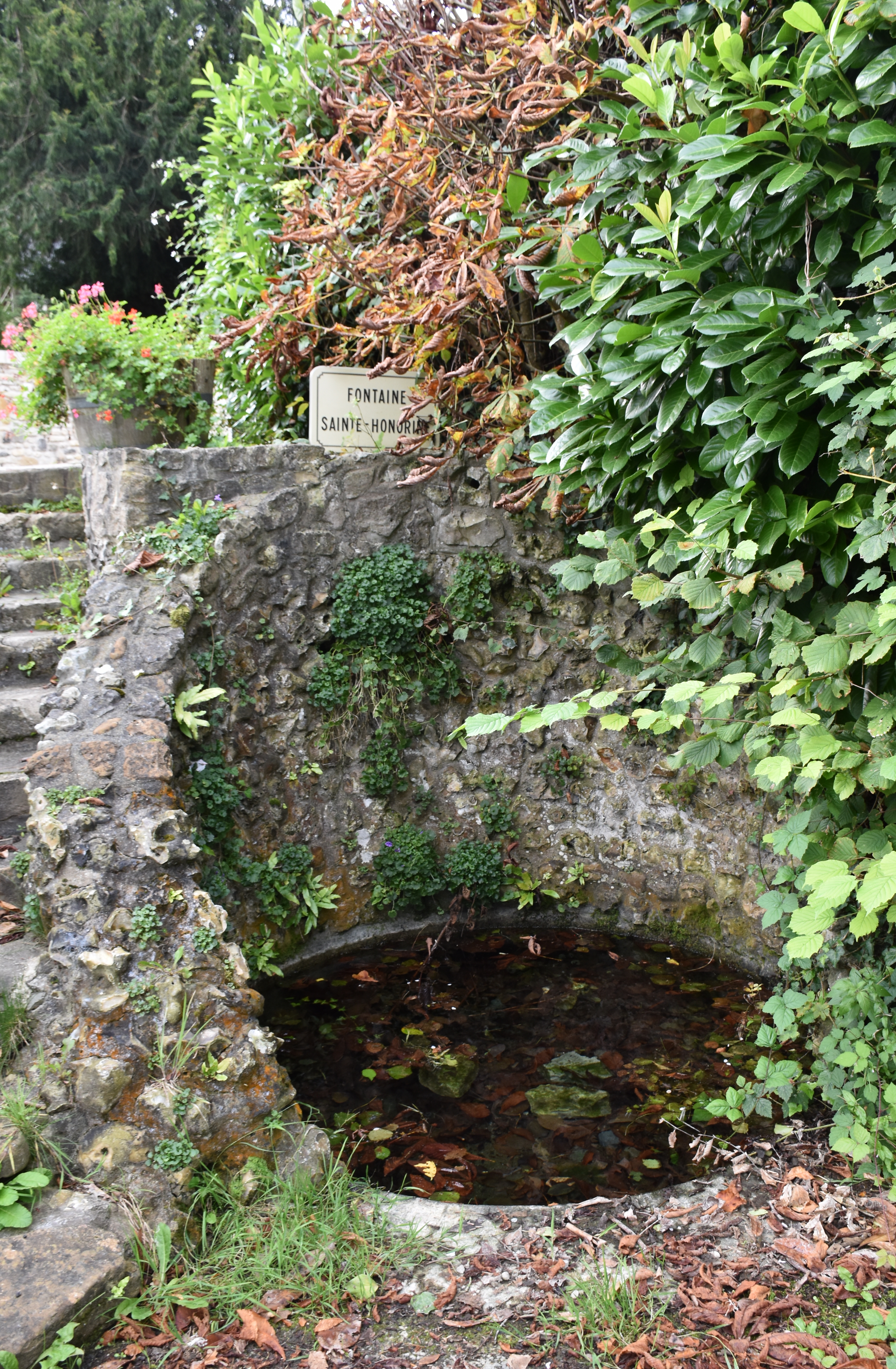
La fontaine Sainte-Honorine.

## Personnalités liées à la commune
- Virginie Lemoine séjourne régulièrement[36].